# Sami kildin
El sami kildin es una lengua sami hablada en la Península de Kola, en el noroeste de Rusia. Este idioma se escribe en alfabeto cirílico.

## Distribución geográfica
Aunque el sami kildin es hablado por unas 500 personas a través de la Península de Kola, el área alrededor de Lovozero tiene la mayor concentración de hablantes. Es la mayor de las lenguas sami orientales por número de hablantes, sin embargo, su futuro no parece tan prometedor como el sami skolt o el sami inari. El sami akkala se considera la lengua sami más cercana al kildin. A menudo el akkala era considerado un dialecto del kildin.

## Sistema de escritura
El sami kildin es escrito con una versión ampliada del alfabeto cirílico que fue oficialmente aprobado en 1937.
| А а  | Ӓ ӓ  | Б б   | В в | Г г | Д д | Е е  | Ё ё  | Ж ж  | З з  | Һ һ  |
| ---- | ---- | ----- | --- | --- | --- | ---- | ---- | ---- | ---- | ---- |
| /a/  | /a/* | /b/   | /v/ | /g/ | /d/ | /je/ | /jo/ | /ʒ/  | /z/  | /ʰ/  |
| И и  | Й й  | Ҋ ҋ   | Ј ј | К к | Л л | Ӆ ӆ  | М м  | Ӎ ӎ  | Н н  | Ӊ ӊ  |
| /i/  | /j/  | /j̊/   | /j̊/ | /k/ | /l/ | /l̥/  | /m/  | /m̥/  | /n/  | /n̥/  |
| Ӈ ӈ  | О о  | П п   | Р р | Ҏ ҏ | С с | Т т  | У у  | Ф ф  | Х х  | Ц ц  |
| /ŋ/  | /ɔ/  | /p/   | /r/ | /r̥/ | /s/ | /t/  | /u/  | /f/  | /x/  | /ts/ |
| Ч ч  | Ш ш  | Щ щ   | Ъ ъ | Ыы  | Ь ь | Ҍ ҍ  | Э э  | Ӭ ӭ  | Ю ю  | Я я  |
| /tʃ/ | /ʃ/  | /ʃtʃ/ | //  | /ɨ/ | /j/ | *    | /e/  | /e/* | /ju/ | /ja/ |

Las vocales largas son marcadas con un macrón (¯) sobre la vocal (y sobre la diéresis en los casos de ӓ y ӭ). Las letras ӓ, ҋ/ј, ӆ, ӎ, ӊ, ӈ, ҏ, ъ, ь, ҍ y ӭ no aparecen al inicio de las palabras, debido a que estas letras marcan características de las consonantes precedentes. La letra h marca la preaspiración y aparece a mitad o al final de la palabra. En otras versiones de la ortografía el apóstrofo es usado para marcar la preaspiración. 
Ҋ y ј son formas alternadas de escribir el mismo sonido, una voz sorda palatal aproximante. La letra щ aparece sólo en préstamos lingüísticos rusos.

## Fonología

### Vocales
El diccionario Rimma Kurutsj presenta las siguientes vocales para la lengua:
|         | anterior | anterior | central  | central | posterior | posterior |
| ------- | -------- | -------- | -------- | ------- | --------- | --------- |
| larga   | corta    | larga    | corta    | larga   | corta     |           |
| cerrada | /iː/ [ӣ] | /i/ [и]  | /ɨː/ [ы̄] | /ɨ/ [ы] | /uː/ [ӯ]  | /u/ [у]   |
| media   | /eː/ [э̄] | /e/ [э]  |          |         | /oː/ [о̄]  | /o/ [o]   |
| abierta |          |          |          |         | /aː/ [а̄]  | /a~ɐ/ [а] |

### Consonantes
|                       | Labial | Labial | Alveolar | Alveolar | Postalveolar | Postalveolar | Palatal | Palatal | Velar | Velar |
| --------------------- | ------ | ------ | -------- | -------- | ------------ | ------------ | ------- | ------- | ----- | ----- |
| Nasal                 | m̥      | m      | n̥        | n        |              |              |         | (ɲ)     | ŋ̊     | ŋ     |
| Oclusiva              | p      | b      | t        | d        |              |              |         |         | k     | g     |
| Africada              |        |        | ts       | dz       | tʃ           | dʒ           |         |         |       |       |
| Fricativa             | f      | v      | s        | z        | ʃ            | ʒ            | ç       |         | x     | sas   |
| Aproximante (Lateral) |        |        |          |          |              |              | j̊       | j       |       |       |
| Aproximante (Lateral) |        |        | l̥        | l        |              |              |         | (ʎ)     |       |       |
| Vibrante              |        |        | r̥        | r        |              |              |         |         |       |       |